# 腔鱷科
腔鱷科（学名：Stomatosuchidae）是鱷形超目的一科，屬於新鱷類演化支，目前包含兩屬：模式屬腔鱷、薄煎餅鱷。化石發現於埃及、摩洛哥、以及尼日，生存年代都是白堊紀晚期的森諾曼階。

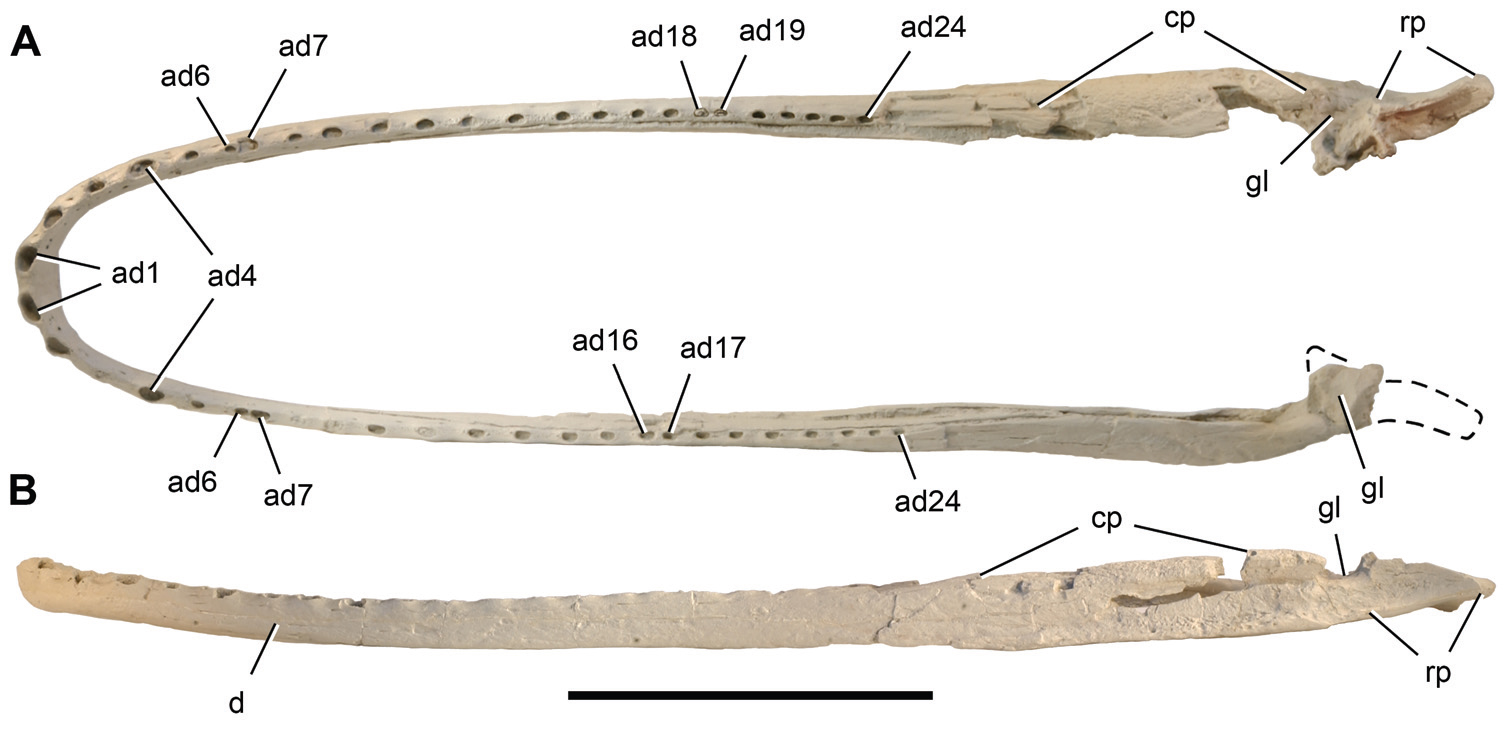
薄煎餅鱷的下頜化石

腔鱷科的特徵是口鼻部扁平而長、下頜呈U字形，因此口鼻部外形類似鴨子。已滅絕的莫拉氏鱷也有類似的扁平口鼻部，莫拉氏鱷生存於中新世，屬於短吻鱷科，跟腔鱷科並非近親，兩者的口鼻部是各別演化的特徵。與莫拉氏鱷相比，腔鱷科的口鼻部彎曲程度較小。下頜後段的下頜窩孔（Mandibular fossa）呈圓形。關節後突（Retroarticular process）較直，而莫拉氏鱷、其他已滅絕鱷類的關節後突往背向彎曲 。
腔鱷的化石只有一個頭顱骨，發現於埃及的拜哈里耶組（Bahariya Formation）。在二次大戰期間，這個化石被存放在慕尼黑博物館，遭到聯軍轟炸而被摧毀。目前只能藉由恩斯特·斯特莫（Ernst Stromer）、法蘭茲·諾普喬（Franz Nopcsa）的研究、圖畫來研究腔鱷。薄煎餅鱷的化石發現於尼日、摩洛哥，是目前僅存的腔鱷科化石。
根據目前定義，腔鱷科的範圍是：包含腔鱷，但不包含諾托鱷、獅鼻鱷、阿拉利坡鱷、波羅鱷、佩羅鱷、尼羅鱷在內的最大演化支。埃及鱷曾經被歸類於腔鱷科，但目前被歸類於獨自的埃及鱷科（Aegyptosuchidae）。

## 下属物种
本属包括以下物种：
- 埃及鱷屬 Aegyptosuchus Stromer, 1933
- 嘉峪鳄属 Chiayusuchus Bohlin, 1953
- 薄煎饼鳄属 Laganosuchus Sereno & Larsson, 2009
- 腔鳄属 Stomatosuchus Stromer, 1925

## 外部連結
- Stomatosuchidae （页面存档备份，存于） in the Paleobiology Database